# Frederick Greenwood
Frederick Greenwood, född 25 mars 1830, död 14 december 1909, var en brittisk journalist.
Greenwood var medutgivare av The Cornhill 1862 och ensam utgivare av samma tidning 1864-1868. År 1865 grundande Pall Mall Gazette, en kvällstidning som förutom nyheter även skulle innehålla vederhäftiga och opartiska artiklar om litteratur, konst och allmänna angelägenheter. Greenwood förblev tidningens utgivare fram till 1880. Han var ett pålitligt och inflytelserikt stöd till Benjamin Disraeli.